# Tatiana Delgado Yunquera
Tatiana Delgado Yunquera (Madrid, 1978) es una desarrolladora de videojuegos española 

## Biografía
Desde pequeña los videojuegos formaban parte del ocio familiar. Cuando tuvo que decidir qué especialidad elegir en la universidad, como sabía dibujar, pensó que aprendiendo a programar podría hacer sus juegos. Estudió ingeniería de Telecomunicaciones en la Universidad Politécnica de Madrid. La carrera le ayudó a estructurar su forma de pensar y afrontar los problemas, además de conocimientos técnicos relacionados con los ordenadores.

### Trayectoria profesional
Ha trabajado como ilustradora, programación y diseñadora de juegos. Con más de veinte años de experiencia en este sector, a través de diferentes empresas, como Tequila Works, Gameloft o King. Ha participado en la creación de distintos videojuegos, y también en formación de empresas como Vertical Robot con el lanzamiento del videojuego Red Matter, o en la creación del estudio Out of the Blue, a través del cual, en 2020 fue lanzado el videojuego Call of the Sea. En 2021, Delgado era considerada una de las personas referentes del mundo de los videojuegos en España y talento STEM.
"Es complicado hacer entender todo el trabajo que hay detrás de un videojuego. Hasta hace un tiempo mis padres todavía pensaban que solo hacía dibujitos".

## Premios y reconocimientos
- Premio a la mejor diseñadora, en 2017.[13]
- Nominada a un BAFTA, en 2020.[14]
- Premio CIMA games, año 2021.[14][15]